# Мотовилов, Константин Яковлевич
Константи́н Я́ковлевич Мотови́лов (род. 5 июня 1940, Лом-Комары, Кировская область) — российский учёный в области производства, хранения и переработки сельскохозяйственной продукции, член-корреспондент РАСХН (2007), член-корреспондент РАН (2014).

## Биография
Родился 5 июня 1940 года в д. Лом-Комары Пижанского района Кировской области.
Окончил Красноярский СХИ (1967).
В 1967—1973 гг. работал инженером, начальником цеха птицефабрики.
С 1973 г. в Новосибирском СХИ (государственном аграрном университете): аспирант (1973—1975), старший научный сотрудник (1975—1986), доцент (1986—1993), профессор (1993—1994), заведующий кафедрой (1994—1999).
С 1999 г. директор, с 2013 заместитель директора по инновационной деятельности, научный руководитель Сибирского научно-исследовательского и технологического института переработки сельскохозяйственной продукции Сибирского федерального научного центра агробиотехнологий РАН (СибНИТИП СФНЦА РАН).
По совместительству — профессор кафедры стандартизации, метрологии и сертификации Новосибирского государственного аграрного университета.
Доктор биологических наук (1991), профессор (1993), член-корреспондент РАСХН (2007), член-корреспондент РАН (2014).
Автор научных исследований по разработке теоретических и практических аспектов переработки сельскохозяйственной продукции.
Заслуженный деятель науки РФ. Награждён медалью ордена «За заслуги перед Отечеством» II степени (2007), золотой медалью им. В. И. Вернадского, медалью И. И. Синягина « За особый вклад аграрной науки Сибири».
Получил 40 авторских свидетельств и патентов на изобретения.

## Научные публикации
- Основы измерений: учеб. пособие / соавт.: А. Ф. Алейников, Н. Н. Ланцева; Новосиб. аграр. ун-т. — Новосибирск, 2002. — 202 с.
- Экспертиза мяса птицы, яиц и продуктов их переработки. Качество и безопасность: учеб. пособие для студентов вузов, обучающихся по спец. «Товароведение и экспертиза товаров (по обл. применения)» / соавт.: В. М. Позняковский, О. А. Рязанова. — Новосибирск: Сиб. унив. изд-во, 2005. — 214 с.
- Системы ведения крестьянских (фермерских) и личных подсобных хозяйств в Сибири: метод. рекомендации / соавт.: Е. Г. Порсев и др. — Новосибирск, 2006. — 160 с.
- Животноводство на подворье и в личном крестьянском (фермерском) хозяйстве / соавт.: А. С. Донченко и др.; Новосиб.гос. аграр. ун-т. — Новосибирск, 2007. — 344 с.
- Зкспертиза кормов и кормовых добавок: учеб. пособие для студентов вузов…/ соавт: А. П. Булатов и др. — 3-е изд., стер. 2-му. — Новосибирск, 2009. — 334 с. — То же.- 4-е изд., испр. и доп. — СПб., 2013. — 558 с.
- Технологическое обеспечение качества и безопасности колбасных изделий: учеб.-метод. пособие / соавт. В. М. Фомин; Сиб. НИИ перераб. с.-х. продукции и др. — Новосибирск, 2011. — 190 с.
- Технология производства функциональных экопродуктов птицеводства / Сиб. НИИ перераб. с.-х. продукции и др. — Новосибирск, 2012. — 39 с.
- Экспериментальное обоснование механизма действия высококремнистых минеральных комплексов- кудюритов в птицеводстве: моногр. / соавт.: Н. Н. Ланцева, А. Н. Швыдков; Новосиб. гос. аграр. ун-т. — Новосибирск: Изд-во НГАУ, 2013. — 186 с.
- Кремний как инструмент нанобиотехнологий: моногр. / Сиб. н.-и. и технол. ин-т перераб. с.-х. продукции и др. — Новосибирск, 2014. — 89 с.
- Нанобиотехнологии в производстве зерновых паток для животноводства: моногр. / соавт.: О. К. Мотовилов, В. В. Аксенов; Сиб. н.-и. и технол. ин-т перераб. с.-х. продукции и др. — Новосибирск: Золотой колос, 2015. — 133 с.
- Нанобиотехнологии в производстве продуктов птицеводства повышенной экологической безопасности: моногр. / Сиб. н.-и. и технол. ин-т перераб. с.-х. продукции и др. — Новосибирск: Золотой колос, 2016. — 314 с.